# 維拉達·阿夫拉莫夫
維拉達·阿夫拉莫夫（1979年4月5日—）是一位塞爾維亞足球運動員。在場上的位置是守門員。他現在效力於意大利足球甲級聯賽球隊亞特蘭大足球俱樂部。